# Izoterma Henry’ego
Izoterma Henry’ego – najprostsze równanie izotermy adsorpcji dane wzorem podobnym do prawa Henry’ego dla adsorpcji gazów w cieczach:
- dla adsorpcji gazów: a = KH·p
- dla adsorpcji w roztworach: a = KH·c

gdzie a to ilość adsorbatu zaadsorbowana na jednostkę masy lub powierzchni adsorbentu, p i c to odpowiednio ciśnienie i stężenie adsorbatu, KH to stała równowagi zależna od temperatury i  energii adsorpcji – w przypadku zdefiniowania {\displaystyle a} jako adsorpcja na jednostkę masy adsorbentu, stała KH będzie również zależna od jego powierzchni właściwej.
Wszystkie izotermy adsorpcji dla niskich ciśnień (w fazie gazowej) lub stężeń (w fazie ciekłej), co odpowiada to prawie pustej powierzchni adsorbentu – powinny ze względów fizycznych redukować się do izotermy Henry’ego.
Izoterma Henry’ego ma ograniczony zakres stosowalności, gdyż nie uwzględnia nasycania adsorbatem powierzchni adsorbentu. Gdy na powierzchni może powstać warstwa monocząsteczkowa (tzw. monowarstwa), musi to prowadzić albo do pojawienia się plateau izotermy, charakterystycznej cechy np. izotermy Langmuira. Jeżeli adsorpcja może być wielowarstwowa (poliwarstwowa, np. izoterma BET) wówczas izoterma przestaje być również liniowa. Podobnie wówczas, gdy mamy do czynienia z adsorbentem porowatym, wtedy niezależnie od kształtu porów i mechanizmu adsorpcji (zob. izoterma DR), fizyczne ograniczenie przestrzeni adsorpcyjnej (objętość dostępnych porów) musi prowadzić do pojawienia się plateau.